# Turkiestańska Autonomiczna Socjalistyczna Republika Radziecka
Turkiestańska Autonomiczna Socjalistyczna Republika Radziecka (ros. Туркестанская Автономная Социалистическая Советская Республика) – dawna republika autonomiczna w ZSRR, utworzona 30 kwietnia 1918 z przekształcenia Kraju Turkiestańskiego. Wchodziła w skład Rosyjskiej FSRR, jej stolicą był Taszkent, a populacja wynosiła ok. 5 milionów. Pierwszym pierwszy przewodniczącym Rady Komisarzy Ludowych Turkiestańskiej ASRR (1918-1919) został Polak z pochodzenia Władysław Marceli Figelski.
27 października 1924 Republika została zlikwidowana, a na jej miejsce powstały:
- Turkmeńska SRR (proklamowana 13 maja 1925);
- Uzbecka SRR (proklamowana 5 grudnia 1924),
  - z Tadżycką ASRR (utworzoną 14 października 1924);
- oraz pozostawiony w Rosyjskiej FSRR Kara-Kirgiski OA (utworzony 24 października 1924).

Część Turkiestańskiej ASRR włączono także do Kazachskiej ASRR (w Rosyjskiej FSRR), a z części tej utworzono nieco później, 19 lutego 1925, Karakałpacki OA.